# Verwaltungsgemeinschaft Mühlengrund
In der Verwaltungsgemeinschaft Mühlengrund waren die Gemeinden Abtsdorf, Bülzig, Dietrichsdorf, Mühlanger und Zörnigall im sachsen-anhaltischen Landkreis Wittenberg zusammengeschlossen. Verwaltungssitz war Zörnigall. Am 1. Januar 2005 wurde sie mit den ebenfalls aufgelösten Verwaltungsgemeinschaften Elster-Seyda-Klöden, Südfläming und Zahna zur neuen Verwaltungsgemeinschaft Elbaue-Fläming zusammengeschlossen.